# Salvatore Bellomo
Ne doit pas être confondu avec Salvatore Adamo.
Salvatore Bellomo (né le 18 juin 1951 à Hornu (Belgique) et mort le 9 février 2019) est un catcheur, un promoteur et un entraîneur de catch belge. Il est connu comme étant un des jobbers de la World Wrestling Federation dans les années 1980 puis travaille à l'Eastern Championship Wrestling. Dans les années 2000, il fonde des écoles de catch en Belgique ainsi que sa propre fédération, la Belgian Catch Wrestling Federation. Il meurt le 9 février 2019 des suites d'un cancer.

## Carrière de catcheur

### Débuts (1974-1982)
Bellomo s'entraîne pour devenir catcheur auprès d'un dénommé Nino dans un garage. Il fait ses premiers combats dans des foires en Belgique où il incarne une des personnes du public qui accepte de défier un catcheur. Par la suite, il lutte au Royaume-Uni, en France ainsi qu'en Allemagne et en Autriche à la Catch Wrestling Association.
En 1975, il part au Mexique à l'Empresa Mexicana de Lucha Libre. Il va ensuite travailler au Canada que ce soit à Vancouver à la All-Star Wrestling, à Toronto à la Maple Leaf Wrestling ou encore à la Stampede Wrestling. C'est à la All-Star Wrestling qu'il connait le succès en remportant le championnat poids lourd de la côte pacifique de la National Wrestling Alliance (NWA) et le championnat du Canada par équipes de la NWA (version Vancouver) avec Mike Sharpe puis Bill Cody. 

### World Wrestling Federation(1982-1987)
En 1982, la World Wrestling Federation rachète la Stampede Wrestling et la Maple Leaf Wrestling et engage Bellomo. Le 12 juin 1984 au cours de Tuesday Night Titans, Bellomo montre qu'il aime fabriquer des maquettes de bateau et construit un voilier dont les voiles sont des photos de catcheur.

## Palmarès
- All-Star Wrestling
  - 1 fois champion poids lourd de la côte pacifique de la National Wrestling Alliance[8]
  - 2 fois champion du Canada par équipes de la National Wrestling Alliance (version Vancouver) avec Mike Sharpe puis Bill Cody[9]
- Freestyle Championship Wrestling (FCW)
  - 1 fois champion poids lourd de la FCW[10]
- Flemish Wrestling Force (FWF)
  - 1 fois champion du monde de catch de la FWF[11]
- International Catch Wrestling Alliance (ICWA)
  - 1 fois champion d'Europe par équipes de l'ICWA avec Lucas Di Leo[12]
- National Wrestling Alliance Hollywood Wrestling
  - 1 fois champion des Amériques par équipes de la NWA avec Victor Rivera[13]
- World Xtreme Wrestling (WXW)
  - 1 fois champion poids lourd de la WXW[14]
  - 1 fois champion par équipes de la WXW avec The Mad Russian[15]

## Récompenses des magazines
- Pro Wrestling Illustrated

| Année | 1991 | 1992 | 1993 | 1994 | 1995 |
| ----- | ---- | ---- | ---- | ---- | ---- |
| Rang  | 420  | 276  | 227  | 363  | 468  |